# Grauwe sperwer
De grauwe sperwer (Tachyspiza luteoschistacea) is een roofvogel uit de familie van de havikachtigen (Accipitridae). De vogel werd in 1926 door Lionel Walter Rothschild en Ernst Hartert geldig beschreven. Het is een endemische soort van de Bismarckarchipel (Papoea-Nieuw-Guinea).

## Kenmerken
Deze sperwer is 30 tot 38 cm lang, dit is gemiddeld iets groter dan de gewone sperwer. Volwassen vogels zijn leigrijs van boven en vuilwit van onder.

## Verspreiding en leefgebied
Het is een endemische soort uit Papoea-Nieuw-Guinea van het eiland Nieuw-Brittannië. De leefgebieden liggen in natuurlijk tropisch bos, maar er zijn ook waarnemingen in agrarisch gebied (cacaoplantages).

## Status
De grauwe sperwer heeft een beperkt verspreidingsgebied en daardoor is de kans op de status  kwetsbaar (voor uitsterven) aanwezig. De grootte van de wereldpopulatie werd in 2018 geschat op 1.000 tot 2.500 volwassen dieren. Door ontbossing in het laagland gaan de aantallen achteruit. Om deze redenen staat de soort als kwetsbaar op de Rode Lijst van de IUCN.